# みかぼみらい館

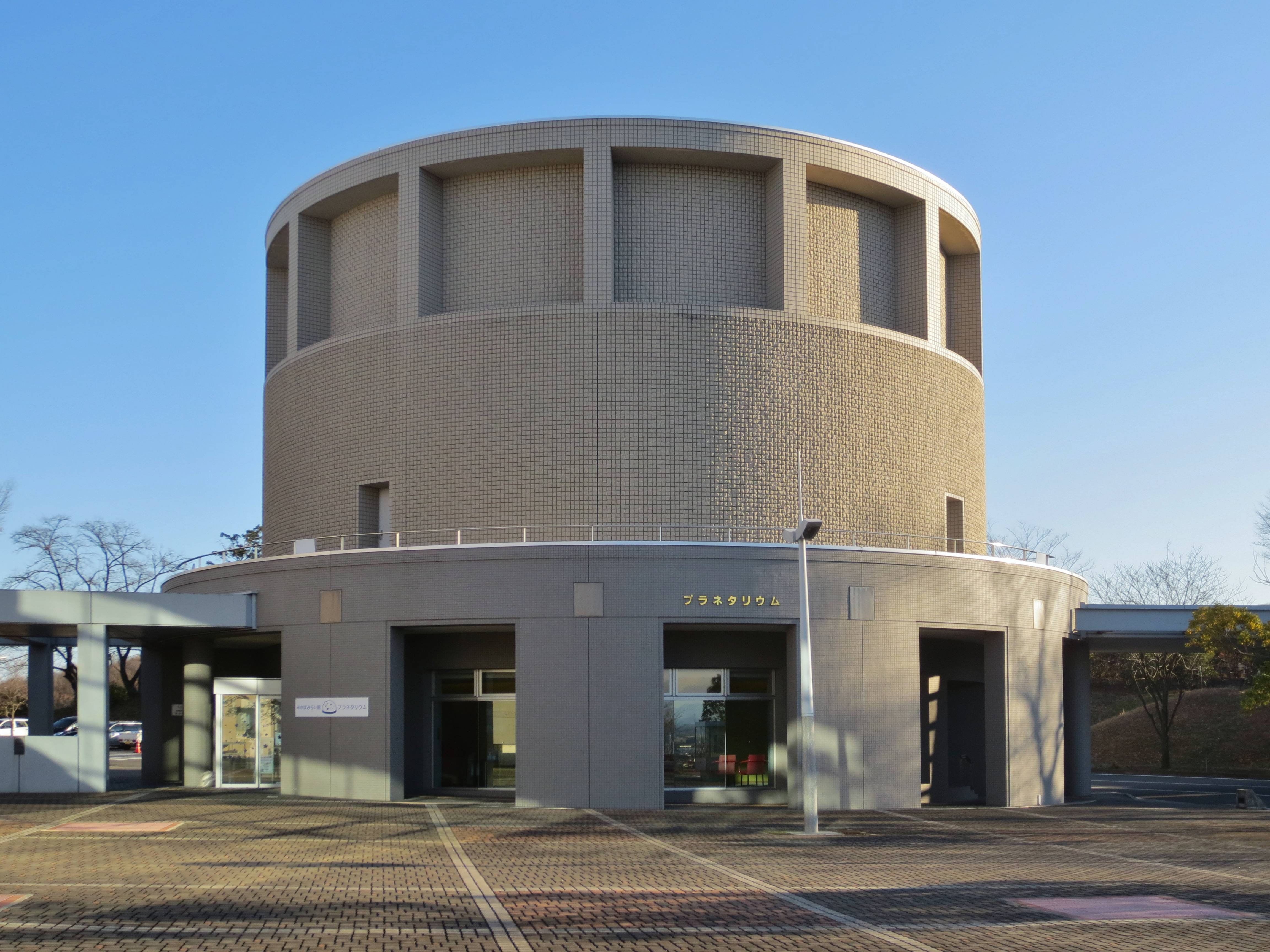
プラネタリウム

みかぼみらい館（みかぼみらいかん）は、群馬県藤岡市にある複合文化施設。小ホール、大ホール、ギャラリー、研修室、プラネタリウムがある。条例上の正式名称は「藤岡市みかぼみらい館」。

## 概要
公式ウェブサイトによる。
- 所在地 : 群馬県藤岡市藤岡2728番地
- 管理運営主体 : 公益財団法人藤岡市文化振興事業団
- 敷地面積: 37,700平方メートル
- 建築面積: 6,331平方メートル
- 延床面積: 9,531平方メートル
- 駐車場・駐輪場 : 第1・2・3駐車場約660台、駐輪場65台
- 開館年月日 : 1995年（平成7年）2月10日